# Stigmatoplia nikolaji
Stigmatoplia nikolaji är en skalbaggsart som beskrevs av Dombrow 2001. Stigmatoplia nikolaji ingår i släktet Stigmatoplia och familjen Melolonthidae. Inga underarter finns listade i Catalogue of Life.